# 富圖納明仁鰕虎魚
富圖納明仁鰕虎魚（学名：Akihito futuna），為背眼鰕虎科明仁鰕虎屬的其中一種，分布於法屬富圖納島，為特有種，棲息岩石底部迅速清澈的溪流，以水生昆蟲和甲殼類等為食。現數量已經不足500條。